# Stefan Vladislav
Stefan Vladislav I (Servisch: Стефан Владислав I) was koning van Raška, Montenegro, Herzegovina en alle Serven van 1234 tot 1243. Hij was de tweede zoon van Stefan Nemanjić.
Stefan Vladislav volgde zijn halfbroer Stefan Radoslav op, toen die in 1234 als koning werd afgezet. Hij huwde met Beloslava, de dochter van de Bulgaarse tsaar Ivan II Asen, waardoor de invloed van het Bulgaarse Rijk in Servië nog meer toenam. Beloslava schonk hem twee dochters.
Vladislav bracht relieken van de Heilige Sava in 1237 over van Veliko Tarnovo naar Mileševa.
De dood van Ivan II Asen en de inval van de Mongolen in 1241 waren een aanleiding voor de Servische Rijksvergadering om Stefan Vladislav af te zetten, en zijn jongere broer Stefan Uroš I de troon te laten bestijgen (1243). Toch kreeg Vladislav nog het gebied Zeta om over te heersen.